# Lake Iceberg (Clinton River)
Der Lake Iceberg ist ein Gebirgssee im Southland District der Region Southland auf der Südinsel von Neuseeland.

## Geographie
Der Lake Iceberg befindet sich auf einer Höhe von 1038 m südlich der Wick Mountains und nordöstlich des Clinton River. Der See, der eine Nord-Süd-Ausrichtung besitzt, erstreckt sich bei einem Seeumfang von rund 2,24 km über eine Fläche von rund 25,1 Hektar. Seine Länge beträgt rund 825 m und seine breiteste Stelle rund 275 m in Ost-West-Richtung.
Direkte Zuflüsse über Bäche sind für den Lake Iceberg nicht zu verzeichnen. Die Entwässerung erfolgt an der Südwestseite des Sees. Dort stürzen die Wässer nach wenigen Meter über den Flower Fall in mehreren Stufen über 76 m in die Tiefe und folgen anschließend dem Epidote Cataract, der nach gut 2 km in den Clinton River mündet.